# William Auld
William Auld (* 6. November 1924 in London; † 11. September 2006 in Dollar) war ein schottischer Esperanto-Schriftsteller, Lyriker und Übersetzer, der im Jahr 1999 für den Nobelpreis für Literatur nominiert wurde.

## Leben
William Auld lernte um 1937 Esperanto, er begann aber erst 1947, die Sprache aktiv zu nutzen. Beruflich arbeitete er als stellvertretender Schuldirektor.
Er gab verschiedene Zeitschriften heraus, u. a. Esperanto en Skotlando (1949–1955), Esperanto (1955–1958, 1961–1962), Monda Kulturo (1962–1963), Norda Prismo (1968–1972), La brita esperantisto (1973–1999) und Fonto (1980–1987).
Von 1977 bis 1980 war William Auld stellvertretender Vorsitzender des Esperanto-Weltbundes; von 1979 bis 1983 war er Vorsitzender der Esperanto-Akademie.
Sein Hauptwerk, das Epos La infana raso (Die kindliche Rasse), wurde in verschiedenen Sprachen übersetzt (Niederländisch, Portugiesisch, Französisch, Englisch und Ungarisch, aber auch in Minderheitensprachen wie die schottisch-gälische Sprache).